# Хозниковское сельское поселение
Хо́зниковское се́льское поселе́ние — упразднённое муниципальное образование в Лежневском районе Ивановской области Российской Федерации.
Административный центр — село Хозниково.

## Географические данные
- Общая площадь: ? км²
- Расположение: восточная часть Лежневского района
- Граничит:
  - на севере — с Ивановским районом Ивановской области
  - на востоке — с Шуйским районом Ивановской области
  - на западе — с Сабиновским сельским поселением
  - на юго-западе — с Лежневским сельским поселением
  - на юге — с Новогоркинским сельским поселением

## История
Статус и границы сельского поселения установлены Законом Ивановской области от 25 февраля 2005 года № 44-ОЗ «О городском и сельских поселениях в Лежневском муниципальном районе».
Законом Ивановской области от 6 мая 2015 года № 36-ОЗ, Сабиновское и Хозниковское сельские поселения преобразованы, путём объединения, в Сабиновское сельское поселение с административным центром в деревне Сабиново.

## Население
| 2002 | 2010 | 2011 | 2012 | 2013 | 2014 | 2015 |
| ---- | ---- | ---- | ---- | ---- | ---- | ---- |
| 735  | ↘621 | →621 | →621 | ↘613 | →613 | ↘594 |

## Состав сельского поселения
| № | Населённый пункт | Тип населённого пункта       | Население |
| - | ---------------- | ---------------------------- | --------- |
| 1 | Арефино          | деревня                      | ↘56       |
| 2 | Афанасово        | деревня                      | 16        |
| 3 | Выселиха         | деревня                      | ↘14       |
| 4 | Житково          | деревня                      | ↘2        |
| 5 | Кнутиха          | деревня                      | ↘49       |
| 6 | Паршнево         | деревня                      | ↗189      |
| 7 | Хозниково        | село, административный центр | ↘295      |

## Местное самоуправление
Администрация сельского поселения находится по адресу: 155110, Ивановская область, Лежневский район, с. Хозниково, пер. Совхозный д.2.
Глава администрации — Н. В. Корнилова .